# Bee Cave
Bee Cave est une municipalité américaine du comté de Travis, dans l’État du Texas. Lors du recensement de 2010, Bee Cave comptait 3 925 habitants.